# Шматевж
Шматевж (словен. Šmatevž) — поселення в общині Брасловче, Савинський регіон, Словенія. 
Висота над рівнем моря: 299,1 м.